# Lange Anna
Lange Anna (nordfrisisk Nathurn Stak) er en 47 meter høj og cirka 25.000 ton svær fritstående klippe i rød sandsten på den nordvestlige del af friserøen Helgoland i den nordtyske delstat Slesvig-Holsten (Sydslesvig). Klippen har et grundareal på i alt 180 m². Den er ynglested for blandt andet sølvmåger og suler. I 1969 har klippen fået status som naturmindesmærke. Klippen er ikke frit tilgængelig.
Indtil 1860 var den røde stenkolos endnu forbundet med hovedøen, men i dag ligger den foran øen. Der er fare for, at klippen styrter i havet. For at standse den marine erosion og for at holde havets brænding fjern fra klippens sokkel, oprettede myndighederne i årene 1903 til 1927 en cirka 1,3 kilometer lang beskyttelsesmur (i folkemunde prøjsermur). Men forfaldet af klippen er ifølge eksperter næppe at standse. Allerede nu er den lange Anna gennemtrukket af flere spalter og ridser. Hele klippen er instabil.
Navnet Lange Anna opstår i begyndelsen af 1900-tallet. Efter legenden skulle klippen være opkaldt efter en stor voksen kvinde med navn Anna, som arbejdede på en nærliggende kro.

## Eksterne links
- Wikimedia Commons har flere filer relateret til Lange Anna
- Stiftelsen Lange Anna Arkiveret 3. december 2011 hos  Wayback Machine (tysk)

54°11′17″N 7°52′10″Ø / 54.18806°N 7.86944°Ø